# هد (شلسویگ-هولشتاین)
هد (به آلمانی: Heede) یک شهر در آلمان است که در Pinneberg واقع شده‌است. هد ۷۱۷ نفر جمعیت دارد.